# Понте дел'Олио
По̀нте дел'О̀лио (на италиански: Ponte dell'Olio, на местен диалект al Pont da l'Oli, Ал Понт да л'Оли) е малко градче и община в северна Италия, провинция Пиаченца, регион Емилия-Романя. Разположено е на 217 m надморска височина. Населението на общината е 4936 души (към 2010 г.).